# DEEN The Best キセキ
『DEEN The Best キセキ』（ディーン・ザ・ベスト きせき）は、DEENの11枚目のアルバム。セルフカバー・アルバムである。

## 作品の解説
- DEENがデビューした年から干支が一周し、新たなデビューイヤーの気持ちでそれまで支えてきたファンやミュージシャンへ感謝の思いを形にし、自らの楽曲を見つめ直すという意味で、全曲リアレンジ、新録音のセルフカバーベストアルバムが制作された。
- それまでの数年はセルフプロデュースをとっていたが、このアルバムでは新たにプロデューサーやアレンジャーを迎え入れている。
- 約10年ぶりに織田哲郎書き下ろしの新曲が収録された。
- アルバムとしては同じくベストアルバムの『Ballads in Blue〜The greatest hits of DEEN〜』以来、約4年ぶりのオリコンチャートトップ10入り（邦楽のみでは9位）を果たした。
- また初回限定盤に付いているPremium DiscにはDEENに楽曲提供をした各ミュージシャンのセルフカバーが収録されているが、全て過去に発表された音源である。当時発表されていたセルフカバーで未収録なものとして、ZARD『瞳そらさないで』と、小松未歩『君がいない夏』がある（ZARD『翼を広げて』は2005年当時は未発表であり、3年後の2008年にZARDのシングルCDとしてリリースされた[1]）。
- 「Teenage dream」「LOVE FOREVER」は、クラシックスシリーズ第三弾「Classics Three SAKURA～」に収録される予定だったものを再アレンジしたものである。本来の「Classics Three SAKURA～」に収録予定だった「LOVE FOREVER」は、 break7と8のメドレーでサビのみ演奏されている。

## 収録曲
1. このまま君だけを奪い去りたい <キセキVersion>
  - 作詞:上杉昇　作曲:織田哲郎　編曲:岩田雅之

31stシングル。原曲は1stシングル。（原曲の編曲:葉山たけし）
2. 翼を広げて <キセキVersion>
  - 作詞:坂井泉水　作曲:織田哲郎　編曲:島健

31stシングル両A面曲。原曲は2ndシングル。（原曲の編曲:葉山たけし）
3. ひとりじゃない
  - 作詞:池森秀一　作曲:織田哲郎　編曲:松浦晃久

原曲は9thシングル。（原曲の編曲:古井弘人）
4. Memories
  - 作詞:池森秀一・井上留美子　作曲:織田哲郎　編曲:CHOKKAKU

原曲は3rdシングル。（原曲の編曲:葉山たけし）
5. 瞳そらさないで
  - 作詞:坂井泉水　作曲:織田哲郎　編曲:長岡成貢

原曲は5thシングル。（原曲の編曲:葉山たけし）
6. Teenage dream
  - 作詞:坂井泉水　作曲:栗林誠一郎　編曲:山根公路

原曲は6thシングル。（原曲の編曲:葉山たけし）
7. 永遠をあずけてくれ
  - 作詞:川島だりあ　作曲:栗林誠一郎　編曲:瀬川忍

原曲は4thシングル。（原曲の編曲:葉山たけし）
8. 君さえいれば
  - 作詞・作曲:小松未歩　編曲:松浦晃久

原曲は15thシングル。（原曲の編曲:池田大介）
9. 未来のために
  - 作詞:池森秀一　作曲:池森秀一・宇津本直紀　編曲:岩田雅之

原曲は7thシングル。（原曲の編曲:古井弘人）
33rdシングル『ダイヤモンド』のカップリングには、今作に収録のバージョンを基にし、歌詞を全編英語詞にしたEnglish Versionが収録されている。
10. 思い切り 笑って
  - 作詞:川島だりあ　作曲:織田哲郎　編曲:長岡成貢

原曲は1stアルバム『DEEN』収録曲。（原曲の編曲:葉山たけし）
11. 夢であるように
  - 作詞:池森秀一　作曲:DEEN　編曲:島健

原曲は13thシングル。（原曲の編曲:池田大介）
12. LOVE FOREVER
  - 作詞:山本ゆり　作曲・編曲:田川伸治

原曲は8thシングル。（原曲の編曲:葉山たけし）
13. 日曜日
  - 作詞・作曲:池森秀一　編曲:Steve Good

原曲は9thシングル『ひとりじゃない』のカップリング曲。（原曲の編曲:池田大介）
14. 会いたい (カバー曲／原曲:"Bogosipda"(Korean song) of Kim BumSoo／作詞.作曲:Yoon SaRa, Yoon IlSang)
  - 作詞:久保田洋司　作曲:Yoon IlSang　編曲:石塚知生
15. TWELVE
  - 作詞:川島だりあ　作曲:織田哲郎　編曲:葉山たけし

新曲。

### 初回限定盤 Premium Disc
1. Teenage dream （ZARD）
  - 作詞:坂井泉水　作曲:栗林誠一郎　編曲:明石昌夫

ZARDの15thシングル『愛が見えない』のカップリング曲。アルバム初収録。
2. このまま君だけを奪い去りたい （WANDS）
  - 作詞:上杉昇　作曲:織田哲郎　編曲:葉山たけし

WANDSの2ndアルバム『時の扉』収録曲。
3. 翼を広げて （織田哲郎）
  - 作詞:坂井泉水　作曲:織田哲郎　編曲:J.Haskell

織田哲郎のセルフカバーアルバム『Songs』収録曲。
4. 君さえいれば （小松未歩）
  - 作詞・作曲:小松未歩　編曲:大賀好修

小松未歩の6thアルバム『小松未歩 6th 〜花野〜』収録曲。
5. 永遠をあずけてくれ （栗林誠一郎）
  - 作詞:川島だりあ　作曲・編曲:栗林誠一郎　ストリングスアレンジ:池田大介

栗林誠一郎の6thアルバム『遠く離れても』収録曲。
6. このまま君だけを奪い去りたい （織田哲郎）
  - 作詞:上杉昇　作曲:織田哲郎　編曲:J.Haskell

織田哲郎のセルフカバーアルバム『Songs』収録曲。
7. 手ごたえのない愛 （小松未歩）
  - 作詞・作曲:小松未歩　編曲:古井弘人

小松未歩の2ndアルバム『小松未歩 2nd 〜未来〜』収録曲。[2]
8. 遠い空で （小松未歩）
  - 作詞:小松未歩　作曲:小松未歩・吉江一男　編曲:池田大介

小松未歩の20thシングル『翼はなくても』のカップリング曲。アルバム初収録。[3]

## プロデューサー
- 鎌田俊哉
- DEEN & 時乗浩一郎
- 長戸大幸（Premium Disc）
- 瀬川忍（サウンドプロデュース）
- 松浦晃久（サウンドプロデュース）
- 島健（サウンドプロデュース）
- 葉山たけし（サウンドプロデュース）